# Süper Lig de 2021–22
A Süper Lig de 2021–22 (também conhecida como Ahmet Çalik Sezonu) foi a 64ª edição do Campeonato Turco de Futebol. Com 3 rodadas de antecedência, o Trabzonspor sagrou-se campeão nacional pela 7ª vez em sua história, encerrando um longo período de 38 temporadas sem conquistar a Primeira Divisão Turca e interrompendo uma sequência de 11 campeonatos vencidos somente pelos clubes de Istambul ao terminar a competição 8 pontos à frente do vice-campeão Fenerbahçe.
A artilharia do campeonato, por sua vez, ficou a cargo do futebolista turco Umut Bozok, que nesta temporada atuou pelo Kasımpaşa, clube pelo qual terminou a competição, marcando 20 gols.

## Homenagem
Em 18 de janeiro de 2022, já com a temporada em andamento, a Federação Turca de Futebol decidiu mediante alteração da logomarca oficial da competição render homenagem oficial à Ahmet Çalik, futebolista que atuava como zagueiro pelo Konyaspor e pela Seleção Turca de Futebol, vitimado em um acidente de trânsito ocorrido nas proximidades da capital Ancara em 11 de janeiro, falecendo aos 27 anos.

## Participantes
Um total de 20 equipes disputaram a competição, incluindo 17 equipes da temporada passada e mais as 3 equipes que disputaram a TFF 1. Lig e alcançaram o acesso à Süper Lig: o campeão Adana Demirspor, o vice-campeão Giresunspor e o vencedor do playoff de acesso Altayspor.
Ao final dessa temporada, as 4 equipes com as piores campanhas foram rebaixadas para a Segunda Divisão Turca. Com 2 rodadas de antecedência, após o empate em casa contra o Kayserispor por 1–1 em confronto válido pela 36ª rodada, o Gaziantep garantiu matematicamente sua permanência para a temporada seguinte e definiu as 4 equipes rebaixadas após desempenharem as piores campanhas da temporada: Rizespor, Altayspor, Göztepe e Yeni Malatyaspor.
| Clube            | Técnico           | Capitão          | Estádio                                  | Capacidade | Material esportivo | Patrocinador              |
| ---------------- | ----------------- | ---------------- | ---------------------------------------- | ---------- | ------------------ | ------------------------- |
| Adana Demirspor  | Vincenzo Montella | Gökhan Inler     | Novo Estádio de Adana                    | 33 543     | New Balance        | Bitexen                   |
| Alanyaspor       | Francesco Farioli | Efecan Karaca    | Estádio do Colégio Bahçeşehir            | 10 842     | Uhlsport           | TAV Airports              |
| Altayspor        | Sinan Kaloğlu     | İbrahim Öztürk   | Estádio Mustafa Denizli de Alsancak      | 15 358     | Nike               | Folkart                   |
| Antalyaspor      | Nuri Şahin        | Hakan Özmert     | Estádio de Antália                       | 32 539     | New Balance        | Regnum                    |
| Başakşehir       | Emre Belözoğlu    | Mahmut Tekdemir  | Estádio Fatih Terim de Başakşehir        | 17 319     | Bilcee             | Decovita                  |
| Beşiktaş         | Valérien Ismaël   | Atiba Hutchinson | Vodafone Park                            | 41 903     | Adidas             | Beko                      |
| Fenerbahçe       | İsmail Kartal     | Mesut Özil       | Estádio Şükrü Saraçoğlu                  | 50 509     | Puma               | Avis                      |
| Galatasaray      | Domènec Torrent   | Fernando Muslera | Complexo Esportivo Ali Sami Yen          | 52 280     | Nike               | Turkish Airlines          |
| Gaziantep        | Erol Bulut        | Günay Güvenç     | Estádio de Gaziantepe                    | 35 574     | Nike               | Sanko                     |
| Giresunspor      | Hakan Keleş       | Ibrahima Baldé   | Estádio das Aveleiras de Giresun         | 22 028     | Nike               | Bahçeşehir Koleji         |
| Göztepe          | Stjepan Tomas     | Halil Akbunar    | Estádio Gürsel Aksel                     | 20 035     | Umbro              | Türkerler                 |
| Hatayspor        | Ömer Erdoğan      | Mame Biram Diouf | Estádio de Hatay                         | 26 600     | Nike               | Concorde Hotels & Resorts |
| Karagümrük       | Volkan Demirel    | Lucas Biglia     | Estádio Olímpico Atatürk                 | 75 145     | Wulfz              | VavaCars                  |
| Kasımpaşa        | Sami Uğurlu       | Ryan Donk        | Estádio Recep Tayyip Erdoğan             | 14 234     | Puma               | Ciner Group               |
| Kayserispor      | Hikmet Karaman    | İlhan Parlak     | Estádio Kadir Has                        | 32 864     | Nike               | İstikbal                  |
| Konyaspor        | İlhan Palut       | Ibrahim Šehić    | Estádio Municipal Metropolitano de Cônia | 41 981     | Macron             | Atiker                    |
| Rizespor         | Bülent Korkmaz    | Abdullah Durak   | Novo Estádio Municipal de Rize           | 15 558     | Macron             | Nike                      |
| Sivasspor        | Rıza Çalımbay     | Ziya Erdal       | Novo Estádio 4 de Setembro de Sivas      | 27 532     | Puma               | Demir İnşaat              |
| Trabzonspor      | Abdullah Avcı     | Uğurcan Çakır    | Estádio Şenol Güneş                      | 41 461     | Macron             | Vestel                    |
| Yeni Malatyaspor | Cihat Arslan      | Sadık Çiftpınar  | Novo Estádio de Malatya                  | 27 044     | Macron             | Onvo                      |

## Trocas de Técnico
| Equipe           | Treinador no cargo | Modo de dispensa    | Data de saída           | Posição | Substituído por   | Contratado em           |
| ---------------- | ------------------ | ------------------- | ----------------------- | ------- | ----------------- | ----------------------- |
| Kasımpaşa        | Şenol Can          | Rescisão amigável   | 15 de agosto de 2021    | 5º      | Cihat Arslan      | 17 de agosto de 2021    |
| Kayserispor      | Yalçın Koşukavak   | Rescisão amigável   | 18 de agosto de 2021    | 19º     | Hikmet Karaman    | 18 de agosto de 2021    |
| Adana Demirspor  | Samet Aybaba       | Pediu demissão      | 29 de agosto de 2021    | 15º     | Vincenzo Montella | 1º de setembro de 2021  |
| Göztepe          | Ünal Karaman       | Rescisão amigável   | 31 de agosto de 2021    | 14º     | Nestor El Maestro | 8 de setembro de 2021   |
| Alanyaspor       | Çağdaş Atan        | Foi demitido        | 2 de setembro de 2021   | 13º     | Bülent Korkmaz    | 6 de setembro de 2021   |
| Rizespor         | Bülent Uygun       | Rescisão amigável   | 22 de setembro de 2021  | 20º     | Hamza Hamzaoğlu   | 24 de setembro de 2021  |
| Başakşehir       | Aykut Kocaman      | Pediu demissão      | 2 de outubro de 2021    | 15º     | Emre Belözoğlu    | 4 de outubro de 2021    |
| Yeni Malatyaspor | İrfan Buz          | Rescisão amigável   | 3 de outubro de 2021    | 17º     | Marius Șumudică   | 8 de outubro de 2021    |
| Antalyaspor      | Ersun Yanal        | Foi demitido        | 4 de outubro de 2021    | 14º     | Nuri Şahin        | 5 de outubro de 2021    |
| Kasımpaşa        | Cihat Arslan       | Rescisão amigável   | 23 de outubro de 2021   | 19º     | Hakan Kutlu       | 28 de outubro de 2021   |
| Beşiktaş         | Sergen Yalçın      | Rescisão amigável   | 9 de dezembro de 2021   | 9º      | Önder Karaveli    | 9 de dezembro de 2021   |
| Karagümrük       | Francesco Farioli  | Rescisão amigável   | 16 de dezembro de 2021  | 11º     | Volkan Demirel    | 17 de dezembro de 2021  |
| Kasımpaşa        | Hakan Kutlu        | Rescisão amigável   | 18 de dezembro de 2021  | 20º     | Sami Uğurlu       | 21 de dezembro de 2021  |
| Fenerbahçe       | Vítor Pereira      | Foi demitido        | 20 de dezembro de 2021  | 5º      | İsmail Kartal     | 12 de janeiro de 2021   |
| Alanyaspor       | Bülent Korkmaz     | Rescisão amigável   | 29 de dezembro de 2021  | 8º      | Francesco Farioli | 1º de janeiro de 2022   |
| Galatasaray      | Fatih Terim        | Foi demitido        | 10 de janeiro de 2022   | 12º     | Domènec Torrent   | 14 de janeiro de 2022   |
| Altayspor        | Mustafa Denizli    | Rescisão amigável   | 13 de janeiro de 2022   | 18º     | Márcio Nobre      | 15 de janeiro de 2022   |
| Altayspor        | Márcio Nobre       | Foi demitido        | 26 de janeiro de 2022   | 19º     | Serkan Özbalta    | 27 de janeiro de 2022   |
| Yeni Malatyaspor | Marius Șumudică    | Foi demitido        | 7 de fevereiro de 2022  | 20º     | Adem Büyük        | 7 de fevereiro de 2022  |
| Rizespor         | Hamza Hamzaoğlu    | Pediu demissão      | 19 de fevereiro de 2022 | 18º     | Bülent Korkmaz    | 20 de fevereiro de 2022 |
| Yeni Malatyaspor | Adem Büyük         | Rescisão amigável   | 24 de fevereiro de 2022 | 20º     | Cihat Arslan      | 1º de março de 2022     |
| Göztepe          | Nestor El Maestro  | Foi demitido        | 7 de março de 2022      | 17º     | Stjepan Tomas     | 9 de março de 2022      |
| Altayspor        | Serkan Özbalta     | Pediu demissão      | 20 de março de 2022     | 17º     | Sinan Kaloğlu     | 24 de março de 2022     |
| Beşiktaş         | Önder Karaveli     | Fim da interinidade | 25 de março de 2022     | 8º      | Valérien Ismaël   | 25 de março de 2022     |
| Göztepe          | Stjepan Tomas      | Rescisão amigável   | 27 de abril de 2022     | 19º     | Serdar Sabuncu    | 1º de maio de 2022      |

## Classificação Geral
Atualizado em 22 de maio de 2022[carece de fontes?]
| Campeão Turco 2021–22    |
| ------------------------ |
| Trabzonspor (7.º título) |

### Nota
*O Sivasspor garantiu classificação para a 4ª rodada dos playoffs de acesso à fase de grupos da próxima edição da Liga Europa da UEFA após conquistar a Copa da Turquia, ocasião em que defrontou o Kayserispor na grande final, vencendo-o na prorrogação pelo placar de 3–2, após empate no tempo regulamentar por 1–1.

## Resultados
| Mandante \ Visitante | ADS | ALA | ALT | ANT | BAȘ | BJK | FNB | GAL | GFK | GİR | GÖZ | HTY | KAR | KAS | KAY | KON | RİZ | SİV | TRA | YMS |
| -------------------- | --- | --- | --- | --- | --- | --- | --- | --- | --- | --- | --- | --- | --- | --- | --- | --- | --- | --- | --- | --- |
| Adana Demirspor      | —   | 1–2 | 3–1 | 0–0 | 2–1 | 1–1 | 0–1 | 2–0 | 4–0 | 1–0 | 7–0 | 1–0 | 5–0 | 0–0 | 1–1 | 1–1 | 3–1 | 2–3 | 1–3 | 0–2 |
| Alanyaspor           | 1–3 | —   | 1–4 | 1–3 | 1–1 | 2–0 | 2–5 | 1–1 | 3–0 | 1–0 | 2–2 | 6–0 | 1–1 | 2–0 | 6–3 | 5–1 | 2–1 | 0–1 | 0–4 | 2–1 |
| Altayspor            | 1–3 | 0–2 | —   | 1–2 | 1–1 | 2–1 | 0–2 | 0–1 | 3–2 | 1–1 | 2–1 | 1–2 | 0–1 | 2–4 | 3–0 | 0–1 | 0–0 | 1–1 | 1–2 | 1–0 |
| Antalyaspor          | 1–2 | 3–0 | 1–0 | —   | 1–2 | 2–3 | 1–1 | 1–1 | 0–0 | 4–1 | 1–1 | 4–1 | 3–0 | 1–1 | 1–1 | 3–2 | 3–2 | 1–0 | 2–1 | 1–0 |
| Başakşehir           | 2–1 | 0–1 | 0–0 | 0–1 | —   | 3–2 | 2–0 | 0–0 | 2–0 | 3–1 | 1–2 | 3–0 | 1–2 | 2–1 | 0–1 | 2–1 | 3–0 | 2–1 | 3–1 | 1–0 |
| Beşiktaş             | 3–3 | 4–1 | 1–0 | 0–0 | 2–2 | —   | 1–1 | 2–1 | 1–0 | 0–4 | 2–1 | 1–1 | 1–0 | 0–3 | 4–2 | 1–1 | 3–0 | 2–1 | 1–2 | 3–0 |
| Fenerbahçe           | 1–2 | 1–2 | 2–1 | 2–0 | 0–1 | 2–2 | —   | 2–0 | 3–2 | 2–1 | 2–0 | 2–0 | 0–0 | 2–1 | 2–2 | 2–1 | 4–0 | 1–1 | 1–1 | 2–0 |
| Galatasaray          | 3–2 | 0–1 | 2–2 | 2–0 | 1–1 | 2–1 | 1–2 | —   | 2–0 | 0–1 | 2–1 | 2–1 | 2–0 | 1–3 | 1–1 | 1–0 | 4–2 | 2–3 | 1–2 | 2–0 |
| Gaziantep            | 0–3 | 2–1 | 4–1 | 2–0 | 1–0 | 0–0 | 3–2 | 3–1 | —   | 1–1 | 1–1 | 2–2 | 3–1 | 2–0 | 1–1 | 3–2 | 2–0 | 5–1 | 0–0 | 0–0 |
| Giresunspor          | 2–0 | 1–3 | 3–1 | 1–2 | 1–1 | 0–0 | 1–2 | 0–2 | 2–1 | —   | 3–1 | 0–1 | 3–1 | 0–2 | 1–1 | 0–0 | 2–0 | 2–2 | 0–1 | 1–0 |
| Göztepe              | 1–1 | 0–2 | 0–2 | 4–0 | 2–1 | 0–2 | 1–1 | 2–3 | 2–1 | 0–1 | —   | 0–2 | 0–1 | 2–3 | 1–2 | 0–2 | 1–7 | 2–1 | 0–1 | 0–1 |
| Hatayspor            | 0–0 | 5–0 | 0–1 | 3–1 | 0–3 | 1–0 | 1–2 | 4–2 | 2–1 | 4–1 | 2–1 | —   | 3–0 | 1–1 | 2–1 | 1–3 | 0–0 | 1–1 | 1–1 | 5–2 |
| Karagümrük           | 4–0 | 0–1 | 0–0 | 0–0 | 3–1 | 0–1 | 1–1 | 1–1 | 3–2 | 2–1 | 3–1 | 1–1 | —   | 3–2 | 3–0 | 1–4 | 2–0 | 1–0 | 0–2 | 1–0 |
| Kasımpaşa            | 4–0 | 2–2 | 2–0 | 2–4 | 2–3 | 1–1 | 1–2 | 2–2 | 2–1 | 2–0 | 1–2 | 3–1 | 1–3 | —   | 3–1 | 2–2 | 3–1 | 1–3 | 0–1 | 2–0 |
| Kayserispor          | 1–1 | 1–2 | 1–0 | 2–0 | 1–0 | 2–3 | 0–4 | 3–0 | 0–0 | 2–1 | 1–1 | 4–3 | 2–1 | 2–0 | —   | 2–3 | 1–1 | 3–0 | 1–2 | 3–0 |
| Konyaspor            | 1–0 | 1–1 | 3–1 | 1–0 | 2–1 | 1–0 | 2–1 | 2–0 | 4–1 | 1–0 | 3–0 | 3–1 | 1–2 | 4–4 | 2–0 | —   | 3–0 | 0–1 | 2–2 | 0–0 |
| Rizespor             | 1–3 | 2–0 | 1–2 | 2–1 | 0–2 | 2–2 | 0–6 | 2–3 | 0–1 | 1–2 | 3–1 | 0–2 | 0–0 | 2–1 | 1–0 | 2–1 | —   | 1–2 | 3–2 | 1–0 |
| Sivasspor            | 1–1 | 1–0 | 2–1 | 2–2 | 0–2 | 2–3 | 1–1 | 1–0 | 1–1 | 0–0 | 2–2 | 4–0 | 4–0 | 1–3 | 2–1 | 0–1 | 1–1 | —   | 1–1 | 2–1 |
| Trabzonspor          | 2–0 | 1–1 | 2–1 | 2–2 | 0–0 | 1–1 | 3–1 | 2–2 | 3–0 | 1–1 | 4–2 | 2–0 | 1–1 | 1–0 | 3–2 | 2–1 | 2–1 | 2–1 | —   | 1–0 |
| Yeni Malatyaspor     | 1–0 | 2–6 | 2–1 | 1–2 | 1–3 | 1–1 | 0–5 | 0–0 | 2–0 | 0–1 | 1–2 | 0–2 | 3–4 | 0–2 | 2–2 | 2–3 | 1–3 | 0–1 | 1–5 | —   |

## Artilheiros
Atualizado em 22 de maio de 2022[carece de fontes?]
| Pos. | Nome              | Equipe          | Gols |
| ---- | ----------------- | --------------- | ---- |
| 1    | Umut Bozok        | Kasımpaşa       | 20   |
| 2    | Mario Balotelli   | Adana Demirspor | 18   |
| 2    | Ayoub Al Kaabi    | Hatayspor       | 18   |
| 4    | Joel Pohjanpalo   | Rizespor        | 16   |
| 5    | Andreas Cornelius | Trabzonspor     | 15   |
| 6    | Serdar Dursun     | Fenerbahçe      | 14   |
| 6    | Michy Batshuayi   | Beşiktaş        | 14   |
| 6    | Haji Wright       | Antalyaspor     | 14   |
| 6    | Aleksandar Pešić  | Karagümrük      | 14   |
| 6    | Alexandru Maxim   | Gaziantep       | 14   |